# Епархия Вустера

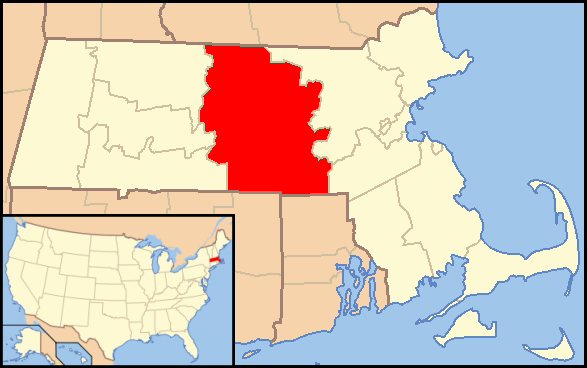
Расположение епархии Вустера

Епархия Вустера (лат. Dioecesis Wigorniensis) — епархия Римско-Католической церкви с центром в городе Вустер, США. Епархия Вустера входит в митрополию Бостона.
Кафедральным собором епархии Бёрлингтона является Собор святого Павла.

## История
14 января 1950 года Римский папа Пий XII издал буллу Ad animarum bonum, которой учредил епархию Вустера, выделив её из епархии Спрингфилда.

## Ординарии епархии
- епископ Джон Джозеф Райт (28.01.1950 — 23.01.1959) — назначен епископом Питтсбурга, позднее префектом Конгрегации по делам духовенства, кардинал с 28.04.1969
- епископ Бернард Джозеф Фланаган[англ.] (08.08.1959 — 31.03.1983)
- епископ Тимоти Джозеф Харрингтон[англ.] (01.09.1983 — 27.10.1994)
- епископ Дэниэль Патрик Рейлли[англ.] (27.10.1994 — 09.03.2004)
- епископ Роберт Джозеф Макманус[англ.] (с 09.03.2004)

## Источник
- Annuario Pontificio, Ватикан, 2005
- Булла Ad animarum bonum, AAS 42 (1950), стр. 423  (лат.)